# Cortes Españolas
Cortes Españolas (tiếng Việt: Nghị viện Tây Ban Nha), được gọi một cách không chính thức là Cortes franquistas (tiếng Việt: Nghị viện thời Franco), là tên của cơ quan lập pháp do Caudillo của Tây Ban Nha Francisco Franco được thành lập vào ngày 17 tháng 7 năm 1942 (kỷ niệm sáu năm bắt đầu Nội chiến Tây Ban Nha), và khai mạc phiên họp đầu tiên vào ngày 17 tháng 3 năm 1943. Cortes đã tìm cách thể hiện mình là cơ quan tổ chức cao nhất cho người Tây Ban Nha và tham gia vào công việc của Nhà nước (Điều 1A của Luật Liên tiếp Cortes, được sửa đổi bởi Luật 1967 của Nhà nước trong điều khoản bổ sung thứ ba). Các thành viên của nó được gọi là Procuradores (số ít Procurador), làm sống lại một thuật ngữ được sử dụng cho các nhà lập pháp trước thời kỳ Napoleon.
Chức năng chính của Cortes là xây dựng và thông qua luật pháp, nhưng theo lệnh trừng phạt sau đó dành cho Nguyên thủ quốc gia (bản thân Franco).
Để tự nhận mình là sự tiếp nối của truyền thống nghị viện Tây Ban Nha, Cortes đã ngồi tại Tòa nhà Cortes, Madrid. Tuy nhiên, tổ chức này có sự tương đồng lớn hơn với hệ thống công ty Phát xít Ý. Các thành viên của nó được cho là đại diện cho các yếu tố khác nhau của xã hội Tây Ban Nha. Cortes không có ý định là kho lưu trữ chủ quyền quốc gia, vì tất cả quyền lực chủ quyền đều tập trung ở nguyên thủ quốc gia (Caudillo), Franco, trong trường hợp không có sự phân chia quyền lực. Chính phủ đã không chịu trách nhiệm với nó; Bộ trưởng được bổ nhiệm và miễn nhiệm bởi Franco một mình. Nó cũng không có quyền lực đối với chi tiêu của chính phủ.
Chính Franco đã từ chối bất kỳ sự đồng nhất nào với dân chủ tự do. Thay vào đó, ông quan niệm hệ thống của mình như một hệ tư tưởng dung môi về sự thống nhất quốc gia giữa các tầng lớp xã hội và lãnh thổ. Các công tố viên là nghị viên dựa chức, được chỉ định bởi Nguyên thủ quốc gia hoặc được chọn từ các thực thể công ty, và cho đến năm 1967 đã không cụ thể hóa cách chọn "gia đình thứ ba" ("Thứ ba" là cách thông thường để nói đến Đại diện "hữu cơ" từ "các thực thể tự nhiên" đã xem xét các kênh khả thi duy nhất để thể hiện ý chí phổ biến - "hoàng gia, gia tộc và liên mminh").
Hai đại diện gia đình từ mỗi khu vực, được bầu bởi những người xuất hiện trong các chủ hộ gia đình và phụ nữ đã kết hôn theo cách thành lập theo luật (đa số được thành lập, với các tác động khác nhau tùy thuộc vào tình hình gia đình - đối với nam ở tuổi 21 và phụ nữ 25 trong cuộc trưng cầu dân ý nhưng đã có quyền bỏ phiếu cho tất cả đàn ông và phụ nữ của Quốc gia trong hơn hai mươi năm).
Cuộc bầu cử đã được tổ chức vào tháng 7 để bao gồm phần đó của Đại biểu tại Cortes vào năm 1967 và 1971.

## Danh sách Chủ tịch Nghị viện Tây Ban Nha
| No. | Hình ảnh                         | Tên (Sinh–Tử)                                | Nhiệm kỳ             | Nhiệm kỳ                 | Nhiệm kỳ         | Đảng phái chính trị |
| No. | Hình ảnh                         | Tên (Sinh–Tử)                                | Bắt đầu              | Kết thúc                 | Thời hạn         | Đảng phái chính trị |
| --- | -------------------------------- | -------------------------------------------- | -------------------- | ------------------------ | ---------------- | ------------------- |
| 1   | Esteban de Bilbao Eguía          | Esteban de Bilbao Eguía (1879–1970)          | 16 tháng 3 năm 1943  | 29 tháng 9 năm 1965      | 22 năm, 197 ngày | Phong trào Quốc gia |
| 2   | Antonio Iturmendi Bañales        | Antonio Iturmendi Bañales (1903–1976)        | 29 tháng 9 năm 1965  | 26 tháng 11 năm 1969     | 4 năm, 58 ngày   | Phong trào Quốc gia |
| 3   | Alejandro Rodríguez de Valcárcel | Alejandro Rodríguez de Valcárcel (1917–1976) | 27 tháng 11 năm 1969 | 5 tháng 12 năm 1975      | 6 năm, 8 ngày    | Phong trào Quốc gia |
| 4   | Torcuato Fernández-Miranda       | Torcuato Fernández-Miranda (1915–1980)       | 6 tháng 12 năm 1975  | ngày 16 tháng 6 năm 1977 | 1 năm, 192 ngày  | Phong trào Quốc gia |